# Madeleine Müller Lightner
Madeleine Müller Lightner, född 3 mars 1975 i Östersund, Jämtlands län, är en svensk inredningsarkitekt och tv-profil. Hon medverkade i programmet Bygglov på TV4 säsongerna 2013–2015 som programledare tillsammans med Mats ”Matte” Carlsson och Willy Björkman). 

## Biografi
Müller Lightner växte upp i Östersund. I slutet av 1990-talet och början av 00-talet utbildade hon sig till arkitekt vid Göteborgs universitet. Säsongerna 2013 till 2015 var hon med som programledare i TV4-programmet Bygglov samtidigt som hon var anställd som inredningsarkitekt på Wingårdhs kontor i Göteborg. År 2020 anställdes hon på arkitektfirman Kanozi.